# Лазер на свободных электронах

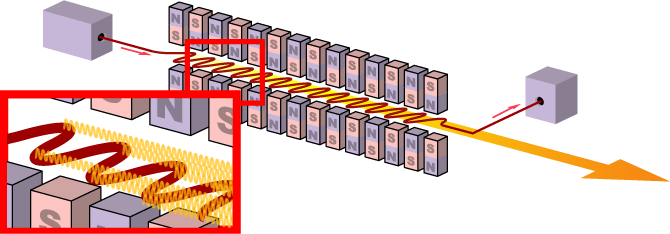
Получение рентгеновских лазерных лучей

Ла́зер на свобо́дных электро́нах (англ. Free Electron Laser, FEL) — вид лазера, излучение в котором генерируется моноэнергетическим пучком электронов, распространяющимся в ондуляторе — периодической системе отклоняющих (электрических или магнитных) полей. Электроны, совершая периодические колебания, излучают фотоны, энергия которых зависит от энергии электронов и параметров ондулятора.

## Описание
В отличие от газовых, жидкостных или твердотельных лазеров, где электроны возбуждаются в связанных атомных или молекулярных состояниях — у FEL источником излучения является пучок электронов в вакууме, проходящий сквозь ряд расположенных специальным образом магнитов — ондулятор (вигглер), электроны пучка движутся по траектории близкой к синусоиде, теряя энергию преобразующуюся в поток фотонов, при этом возникает рентгеновское излучение, применяемое, например, для исследования расположения атомов в кристаллах и изучения других наноструктур.
Меняя энергию электронного пучка, а также напряжённость магнитного поля и расстояние между магнитами ондулятора можно в широких пределах менять частоту лазерного излучения, от FEL, что является главным отличием FEL от лазеров других подобных систем. Излучение, получаемое с помощью FEL, применяется для изучения нанометровых структур — получены изображения частиц размером всего 100 нанометров с помощью рентгеновской микроскопии с разрешением около 5 нм.
Проект первого лазера на свободных электронах был опубликован в 1971 году Джоном Мэйди в рамках своего PhD-проекта в Стэнфордском университете. В 1976 году Мэйди и его коллеги продемонстрировали первые опыты с FEL, используя электроны с энергией 24 МэВ и 5-метровый вигглер для усиления излучения. Мощность лазера составляла 300 мВт, а эффективность преобразования энергии пучка электронов в излучение всего 0,01 %, но была показана работоспособность таких устройств, что привело к повышению интереса и увеличению количества исследований в области FEL.

## Получение рентгеновского лазерного излучения

Вигглер Хальбаха

,Для создания лазерного рентгеновского излучения необходим пучок электронов, разогнанный в ускорителе до скорости близкой к скорости света. Полученный пучок направляется в вигглер.

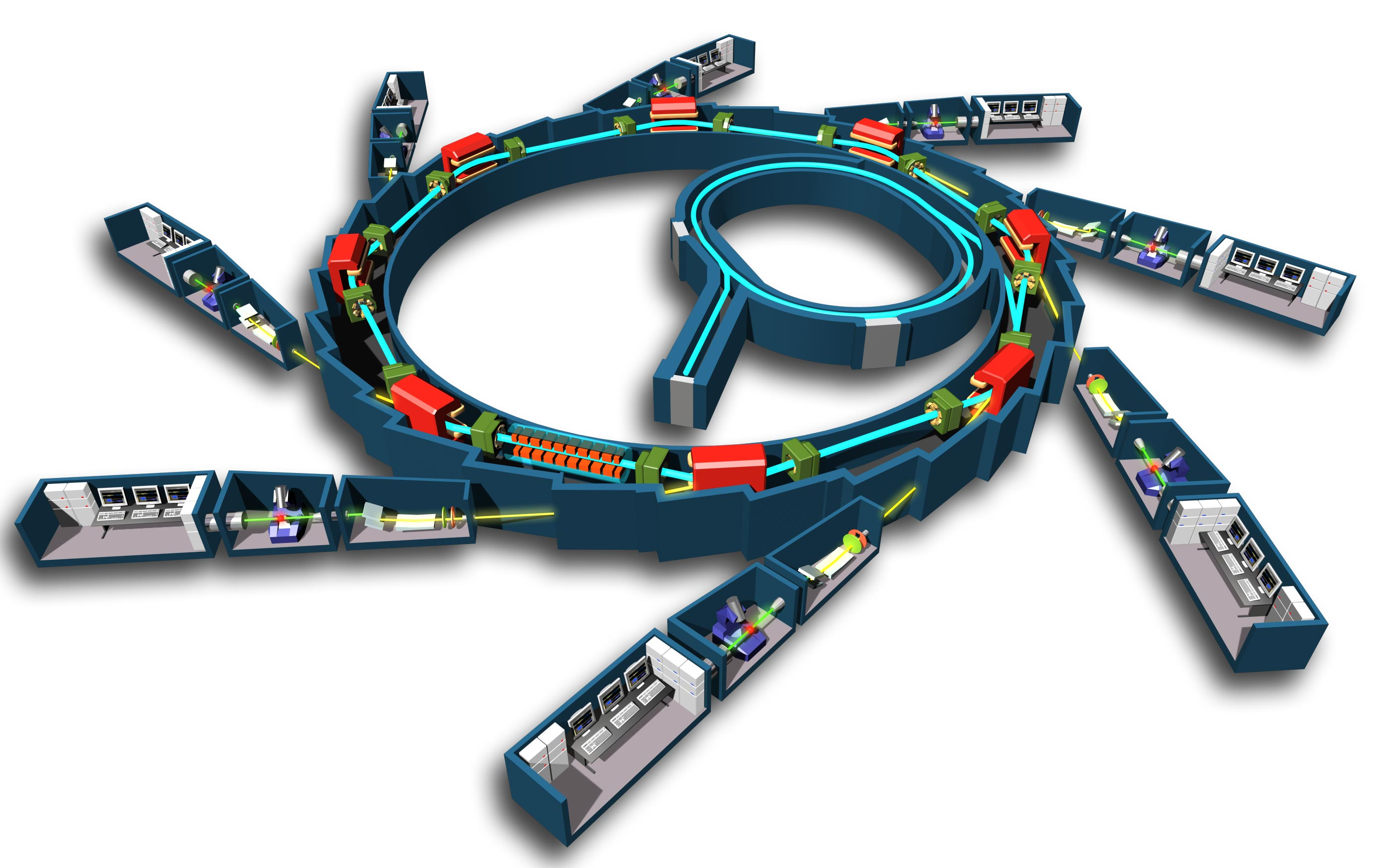
Изображение ускорителя заряженных частиц

Вигглер представляет собой магнит, создающий сильное поперечное (как правило, вертикальное) знакопеременное в пространстве магнитное поле. Его можно представить себе как последовательность коротких дипольных магнитов, ориентация полюсов у соседних противоположна.
Вигглер устанавливается в линейный промежуток электронного синхротрона, и ультрарелятивистский пучок, отклоняясь магнитным полем вигглера распространяется в нём по извилистой траектории, близкой к синусоиде, излучая фотоны, направление распространения которых сосредоточено в узком конусе вдоль оси пучка. Типичный диапазон длин волн синхротронного излучения, генерируемого вигглером, — от жёсткого ультрафиолетового излучения до мягкого рентгеновского излучения. Существуют также вигглеры с энергией генерируемых квантов до нескольких МэВ.
Вигглер, помещённый в резонатор Фабри — Перо (например, в виде двух параллельных зеркал), — простейшее устройство лазера на свободных электронах. Магниты вигглера могут быть обычными электромагнитами, сверхпроводящими, либо постоянными. Типичное магнитное поле вигглера — до 10 Тесла. Мощность получаемого синхротронного излучения — до сотен кВт — и зависит от тока пучка, от напряжённости поля, а также от количества полюсов магнитов вигглера, которое составляет от трёх до нескольких десятков.
Рентгеновский лазер требует использования ускорителей электронов с биологической радиационной защитой, поскольку ускоренные электроны представляют значительную радиационную опасность. Эти ускорители могут представлять собой циклические ускорители (например, циклотрон) или линейные ускорители. Существует проект использования сверхмощного лазерного излучения для ускорения электронов. Сам электронный пучок распространяется в вакууме поддержание которого требует использования многочисленных насосов.

## Применение
Применяется для кристаллографии и изучения строения атомов и молекул (лазерная рентгеновская микроскопия).
Рентгеновские лазеры, включая FEL, способны создавать «мягкое» рентгеновское излучение с длиной волны, используемой в медицинских целях. Оно не проникает даже через лист бумаги, но подходит для зондирования ионизированных газов с высокой плотностью ионизированных частиц (чем короче длина волны, тем глубже луч проникает в плотную плазму), а также для исследования новых и существующих материалов.

## Перспективы
Рентгеновская микроскопия продолжает совершенствоваться, приближаясь к разрешению в 1 ангстрем (0,1 нм) и открывает возможности для получения изображений атомов и молекулярных структур. Также найдёт применение в медицинских целях и микроэлектронике.
Постоянное уменьшение размеров установок, снижение их стоимости, получение настольных рентгеновских лазеров станет привычным инструментом в лабораториях по исследованию физики плазмы, так их преимущество: низкие энергозатраты, высокая частота повторения импульсов излучения и малую длину волны. Их гибкость делает их удобными во многих областях, включая область медицинского диагностирования, неразрушающего метода исследований и др.
В 2009 году под Гамбургом (Германия) началось строительство Европейского рентгеновского лазера на свободных электронах и предполагается что он будет самым крупным в мире рентгеновским лазером. В этом проекте участвуют Германия, Франция и Россия. Стоимость проекта превышает 1 млрд евро. Этот лазер был запущен в работу 1 сентября 2017 года.
ВМС США изучает перспективы применения лазера на свободных электронах в качестве оружия противовоздушной и противоракетной обороны. Лазер, разработанный в Лаборатории Джефферсона, имеет выходную мощность, достигающую 14 кВт. 
Ведутся исследования мегаваттного лазера воздушного базирования.
9 мая 2009 года Бюро военно-морских исследований объявило о заключении с Raytheon контракта на разработку экспериментального лазера на свободных электронах мощностью в 100 кВт.
18 марта 2010 года Boeing Directed Energy Systems объявили об окончании предварительного проектирования оружейной системы, основанной на лазере на свободных электронах, начатой по заказу ВМС США.
Исследования этих лазеров ведутся также в Лос-Аламосской национальной лаборатории, испытания полноразмерного прототипа намечены на 2018 год.